# Paul Whelan (homme politique australien)
Pour les articles homonymes, voir Whelan et Paul Whelan.
Paul Francis Patrick Whelan (12 décembre 1943 à Ashbury (Nouvelle-Galles du Sud) – 30 octobre 2019) est un homme politique australien, ministre de la Police de la Nouvelle-Galles du Sud entre 1995 et 2001.

## Biographie
Whelan a représenté Ashfield de mai 1976 à mars 1999 et Strathfield de mars 1999 à février 2003 pour le parti travailliste. Il a été ministre de la Consommation et ministre des Routes d'octobre 1981 à février 1983, puis ministre des Ressources en eau et ministre des Forêts jusqu'en avril 1984, pendant le gouvernement Wran. Il a également été ministre des Affaires autochtones de février à avril 1984. Il a été ministre de la Police d'avril 1995 à novembre 2001 pendant le gouvernement Carr. Whelan s'est retiré de la politique en 2003. Le juge Virginia a réussi à le remplacer à son siège.